# EB 98C
Die vierachsigen Flachwagen mit Drehgestellen nach Musterblatt 98C wurden bei den Belgischen Staatsbahnen (Chemins de fer de l’État belge, abgekürzt EB, auch L’État belge) ab 1905 eingesetzt.

## Geschichte
1905 ließen die EB bei Ateliers métallurgiques sieben Flachwagen mit zweiachsigen Drehgestellen für den Transport langer und schwerer Lasten bauen. Einer der Wagen wurde im gleichen Jahr bei der Weltausstellung im belgischen Lüttich ausgestellt und gewann dort einen Preis.
1962 existierten noch sechs Exemplare, die ab 1965 sogar UIC-Wagennummern bekamen. Die letzten Wagen wurden vor 1980 ausrangiert.